# Kepler-56d
Kepler-56d es uno de los tres planetas extrasolares que orbitan la estrella Kepler-56. Fue descubierta por el método de tránsito astronómico en el año 2012. Kepler-56c ha sido descubierto por el telescopio espacial Kepler y todavía no tiene una confirmación oficial plena.